# 이트카 체스케 왕녀
이트카 루쳄부르스카(체코어: Jitka Lucemburská, 프랑스어: Bonne de Luxembourg 본 드 뤽상부르[*], 1315년 3월 20일 ~ 1349년 9월 11일)는 노르망디 공작 장 2세(후의 프랑스 국왕)의 아내이다. 남편이 프랑스 국왕으로 즉위하기 한해 전에 흑사병으로 세상을 등졌기 때문에 생전에 프랑스 왕비가 되지는 못했다. 유타는 프랑스 역사학에서 본 드 룩셈부르크로 언급된다. 그녀는 룩셈부르크 왕가의 일원이었다. 그녀의 자녀들 중에는 샤를 5세, 부르고뉴 공작 필리프 2세, 나바라 여왕 잔이 있었다.

## 생애
보헤미아 국왕 얀과 왕비 엘리슈카 프르제미슬로브나 사이에서 둘째 딸로 태어났다. 형제로는 바이에른 공작 부인 마르가레테, 신성 로마 제국 황제 카를 4세, 모라비아 변경백 요한 하인리히, 오스트리아 공작 부인 안나 등이 있다. 1332년 7월 28일 네 살 연하의 장과 결혼하여 17년간 10명의 자녀를 낳았는데 이중에 7명이 장성하였다.
1315년 6월 또는 7월, 이트카는 브와디스와프 우키에테크의 아들 카지미에시 3세 빌키와 약혼했다. 1326년, 이트카는 원래 앙리 드 바르와 약혼했지만, 이 협정은 깨졌고 그녀는 노르망디 공작 장과 결혼할 때까지 생에스프릿 수도원에 머물렀다. 이트카는 1332년 7월 28일 멜룬의 노트르담 대학 교회에서 노르망디 공작 장과 혼인했다. 그녀는 17세였고 미래의 왕은 13세였습니다.
그녀의 이름 프랑스어로 본이며 라틴어로는 보타이다. 결혼 후 이트카는 프랑스 왕위 계승자의 아내로 노르망디 공작부인과 앙주 백작부인이 되었다. 그 결혼식은 6천 명의 하객이 참석한 가운데 거행되었다. 이 젊은 신랑이 파리의 노트르담 대성당에서 기사 작위를 받았을 때 축제는 두 달 더 연장되었다. 장은 보헤미아, 나바라, 부르고뉴, 로렌, 브라반트 공작들이 모인 권위 있는 청중들 앞에서 기사의 문장을 수여받았다.
이트카는 예술의 후원자였고 작곡가 기욤 드 마쇼는 그녀가 가장 좋아하는 사람 중 한 명이었다.

## 사망
그녀는 1349년 9월 11일 프랑스 모뷔아송에서 34세의 나이로 사망했다. 그녀는 모뷔아송 수도원에 묻혔다.
본이 죽은 지 6개월도 지나지 않아 장은 오베르뉴 백작부인 잔 1세와 혼인했다.

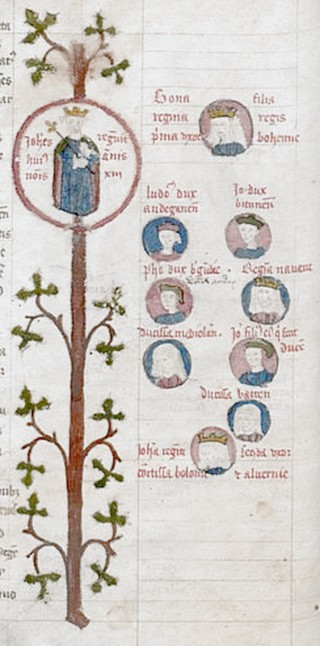
프랑스 국왕 장 2세의 자녀들

## 자녀
- 샤를 5세(1338~1380) 프랑스 국왕
- 캐서린(1338–1338) 사망
- 루이(1339~1384) 앙주 공작, 프로방스 백작, 나폴리 국왕
- 장(1340~1416) 베리 공작
- 필리프(1342~1404) 부르고뉴 공작
- 잔(1343~1373) 나바라 왕비
- 마리(1344~1404)
- 아녜스(1345~1349) 요절
- 마르그리트(1347~1352) 요절
- 이자벨(1348~1372) 밀라노 공작 부인

## 참조
- d'Arras, Jean (2012) [First publ. 1394]. 《Melusine; or The Noble History of Lusignan》. 번역 Maddox, Donald; Sturm-Maddox, Sara. Penn State University Press. OCLC 782252390.
- Boehm, Barbara Drake; Fajt, Jiri, 편집. (2005). 《Prague: The Crown of Bohemia, 1347-1437》 (PDF). Yale University Press.
- Hand, Joni M. (2013). 《Women, Manuscripts and Identity in Northern Europe, 1350-1550》. Ashgate Publishing. OCLC 1067212145.
- Nicolle, David (2004). 《Poitiers 1356: The Capture of a King》. Osprey Publishing. ISBN 9781841765167.
- Perrot, Georges; Reinach, Salomon, 편집. (1907). “Revue archéologique”. 《Revue Archéologique Ou Recueil de Documents et de Mémoires Relatifs À l'Étude des Monuments et À la Philologie de l'Antiquité et du Moyen Age》 (프랑스어) (Ernest Leroux). 4-Vol. 9 (Juillet-Decembre 1907). ISSN 0035-0737.
- Robertson, Anne Walters (2002). 《Guillaume de Machaut and Reims》. Cambridge University Press. OCLC 472826512.
- Vaughan, Richard (2005) [First publ. 1962]. 《Philip the Bold: The Formation of the Burgundian State》. Boydell & Brewer. OCLC 645377248.